# Il primo Riccardo Fogli
Il primo Riccardo Fogli è una raccolta del cantante pop italiano Riccardo Fogli, pubblicata nel 1982 dall'etichetta discografica RCA.

## Descrizione
Il disco è stato pubblicato come raccolta economica per la prima volta nel 1982 su musicassetta o LP. Negli anni novanta è stata ristampata in CD con il titolo I grandi successi di Riccardo Fogli.
Include alcune canzoni estratte dal primo 33 giri dell'interprete toscano, e brani usciti solo come 45 giri, come Complici, brano presentato da Riccardo Fogli nell'edizione 1974 del Festival di Sanremo, nella sezione "Aspiranti".
Il brano Una stanza bianca all'epoca dell'uscita del disco non era mai stato pubblicato prima.

## Tracce
1. Guardami – 3:37 (Riccardo Fogli, Vittorio De Scalzi)
2. Due regali – 3:37 (Luigi Lopez, Riccardo Fogli)
3. E io poeta – 3:46 (Luigi Lopez, Riccardo Fogli, Carla Vistarini)
4. Più che simpatia (More Than Simphaty) – 3:06 (Baert, Sergio Bardotti, Sergepy)
5. Una stanza bianca – 3:42 (Riccardo Fogli, Vittorio De Scalzi)
6. Amico sei un gigante – 3:41 (Riccardo Fogli, Vittorio De Scalzi)
7. Complici – 4:16 (Luigi Lopez, Carla Vistarini)
8. Strana donna – 3:49 (Giovanni Ullu, Sergepy, Sergio Bardotti)
9. Oh Mary – 4:28 (Luigi Lopez, Faggeter, Paolo Dossena, Carla Vistarini)
10. Una volta di più – 4:16 (Riccardo Fogli, Amedeo Bianchi, Riccardo Del Turco)
11. Maryanne – 4:26 (Riccardo Fogli, Vittorio De Scalzi)